# Goldman Sachs
The Goldman Sachs Group, Inc. è una delle più grandi banche d'affari del mondo, con sede legale al 200 di West Street, a Lower Manhattan, New York, e filiali importanti anche nei principali centri finanziari mondiali (Londra, Francoforte, Tokyo, Hong Kong).
Si occupa principalmente di investimenti bancari e azionari, di risparmio gestito e di altri servizi finanziari, prevalentemente con investitori istituzionali (multinazionali, governi e privati). Fornisce servizi di consulenza su piani di acquisizioni e fusioni fra aziende, su sottoscrizioni di titoli di debito, sulla gestione delle risorse finanziarie, oltre che occuparsi di servizi di proprietary trading e private equity. È anche autorizzata al piazzamento di titoli di debito del governo statunitense.
Fondata nel 1869, è quotata al New York Stock Exchange.
Come risultato del suo coinvolgimento nella cartolarizzazione durante la crisi dei mutui subprime, Goldman Sachs ha sofferto durante la crisi finanziaria del 2007-2008 e ha ricevuto un investimento di 10 miliardi di dollari dal Dipartimento del Tesoro degli Stati Uniti come parte del Troubled Asset Relief Program, un piano di salvataggio finanziario creato dalla Emergency Economic Stabilization Act del 2008.  L'investimento è stato effettuato nel novembre 2008 ed è stato rimborsato nel giugno 2009.
Fra gli ex-dipendenti e gli ex consulenti più illustri, figurano i segretari al tesoro statunitensi Robert Rubin e Henry Paulson, il governatore della Bank of England ed ex governatore della Bank of Canada Mark Carney, l'ex governatore della Banca centrale europea ed ex presidente del Consiglio italiano Mario Draghi e anche l'ex presidente del Consiglio italiano Mario Monti; l'ex presidente della Commissione europea ed ex presidente del Consiglio italiano Romano Prodi; dall'8 luglio 2016 l'ex presidente della Commissione europea José Manuel Durão Barroso è presidente non esecutivo e advisor del gruppo.

## Storia
Fondata nel 1869 da Marcus Goldman, un tedesco di origini ebraiche immigrato negli Stati Uniti, la società acquisisce il nome Sachs quando nel 1896 a Marcus Goldman si unisce il genero Samuel Sachs e nello stesso anno viene quotata alla Borsa di New York.
Agli inizi del Novecento la banca diviene la miglior guida per le società che vogliono quotarsi: ad esempio nel 1906 accompagna in borsa importanti società come Sears&Roebuck, e la banca sempre in quel periodo diviene la prima Banca di Wall Street a reclutare neolaureati tra le sue file.
A seguito del grande crack del 1929 la banca rischia quasi il collasso per via della grande esposizione assunta sul finire degli anni '20 sul mercato azionario, anche tramite fondi d'investimento venduti al pubblico, come il Goldman Sachs Trading Corporation, Shenandoah Corporation e Blue Ridge Corporation, dal funzionamento simile allo schema di Ponzi. La reputazione della Goldman Sachs ne soffre per diversi anni. Sul punto John Kenneth Galbraith scrisse: "l'autunno del 1929 fu forse la prima occasione in cui gli uomini riuscirono a truffare se stessi."
Nel 1930 Sidney Weinberg assume il ruolo di Senior Partner e ristruttura la banca, riducendo la sua esposizione sui mercati azionari e focalizzandola verso i servizi ad aziende; attraverso questo processo la banca stringe forti legami con le più importanti aziende americane. Nel 1933 sviluppa una divisione di studio e ricerca sui Fondi d'Investimento, e nel 1934 un dipartimento sull'emissione di Bond Municipali.
Negli anni cinquanta, sotto la guida di Gus Levy, la banca sviluppa avanzate tecniche d'investimento come il Block trading, che consente di negoziare grandi quantità di titoli fuori dalle normali sessioni di mercato. Nascono nuovi elevati guadagni, e la banca decide di aprire nel 1956 la divisione Investment Banking, diventando la prima banca a vendere prodotti finanziari al pubblico. Sempre in quell'anno gestisce la quotazione in Borsa della Ford.
Negli anni ottanta la banca diviene consulente di molti governi intenti ad avviare processi di privatizzazione di aziende statali, e sempre in quegli anni acquisisce la J. Aron & Company per potenziare la propria presenza sul mercato delle materie prime.
Nel 1986 viene quotata anche a Londra ed a Tokyo, e nel contempo gestisce la quotazione in borsa di Microsoft e assiste General Electric nell'acquisizione di RCA.
Negli anni novanta e duemila la banca ha continuato la sua espansione, potenziando la sua presenza sul mercato asiatico e portando in borsa società come Yahoo, NTT Docomo ecc.
Dal 2015 organizza e sponsorizza la Global social venture competition.

## Aree di attività
Goldman Sachs opera a livello globale in cinque aree principali di attività: investment banking, capital markets, investing and lending, asset management, e research.

### Investment banking
I servizi di investment banking (consulenza in operazioni di fusione e acquisizione, emissione di strumenti di finanziamento e gestione del rischio) si rivolgono ad un ampio numero di clienti: governi ed enti pubblici, istituzioni finanziarie e aziende che operano in differenti settori quali ad esempio beni di consumo, energia, industria, immobiliare, telecomunicazioni etc.
la divisione M&A offre consulenza e competenze in operazioni complesse: fusioni, acquisizioni, vendite, leveraged buyout,  strategie di difesa, joint venture e ristrutturazioni.
I servizi di finanziamento comprendono offerte azionarie, emissioni di debito e operazioni sui derivati.
I servizi di gestione del rischio offrono soluzioni per la gestione del rischio valutario, la gestione del rischio di tasso e la gestione del rischio legato alle materie prime.

### Capital markets
I team di Goldman Sachs prestano servizi di intermediazione mobiliare a una base globale di clienti istituzionali per l'acquisto e la vendita di strumenti finanziari sui mercati dei capitali. Goldman Sachs offre ai propri clienti l'opportunità di investire in tutte le asset class e in tutti i principali mercati a livello globale.
La divisione Clearing fornisce ai clienti l'accesso a tutte le principali piazze globali per I titoli azionari e I derivati. Le attività di Prime Brokerage di Goldman Sachs, dedicate ai clienti Hedge funds, consentono a tali clienti di gestire il rischio, controllare le performance del proprio portafoglio e di finanziare le proprie attività.

### Investing and lending
La divisione Investing and Lending è suddivisa in quattro dipartimenti: Goldman Sachs Bank USA, Merchant Banking Division (investimenti diretti in società), Urban Investment Group, e Special Situations Group (finanziamenti e investimenti focalizzati sul segmento middle market).
Goldman Sachs Bank USA (GS Bank) è una banca regolamentata dallo Stato di New York sotto la supervisione della Federal Reserve. Fornisce servizi bancari tra cui depositi, prestiti a privati e aziende, e gestisce transazioni in derivati (di credito, tassi di interesse, valute).
Merchant Banking Division (MBD) è la divisione responsabile per le attività di investimento diretto in società e investe sia in titoli azionari che di debito in molteplici settori come ad esempio quello immobiliare e delle infrastrutture. Dal 1986, il gruppo ha raccolto 125 miliardi di dollari da destinare a questa attività.
Special Situations Group (SSG) presta servizi di finanziamento e investimento del capitale di Goldman direttamente ad aziende di medie dimensioni.
Infine, Urban Investment Group si occupa degli investimenti a sostegno dei progetti urbani, e dello sviluppo delle comunità in collaborazione con organizzazioni non-profit o di altra natura.

### Asset management
Goldman Sachs Asset Management (GSAM) è la divisione che fornisce servizi di pianificazione e gestione degli investimenti per clienti istituzionali. I fondi di GSAM inoltre vengono anche distribuiti attraverso banche terze. La divisione Private Wealth Management (PWM) si rivolge a high-net-worth individuals e gruppi familiari con esigenze di pianificazione e gestione patrimoniale, identificando opportunità di investimento ed offrendo servizi di consulenza finanziaria personalizzata.

### Ricerca
La divisione Global Investment Research fornisce ai propri clienti analisi che riguardano diversi mercati inclusi I mercati azionari, dei tassi, delle valute e delle materie prime, in particolare basando le proprie valutazioni su studi macroeconomici.

## Critiche e aspetti controversi

### Procedimento per frode dell'aprile 2010
Il 16 aprile 2010, la Securities and Exchange Commission (SEC), l'autorità di controllo dei mercati finanziari statunitensi, ha multato Goldman Sachs, per 550 milioni di dollari per avere frodato i propri risparmiatori, nel 2007 con la vendita di titoli tossici subprime, chiamata crisi dei subprime e che ha avuto come conseguenza la grande recessione  del 2008. In particolare è stata censurata la comunicazione che il fondo speculativo Paulson & Co aveva avvisato che le azioni vendute da Goldman e garantite delle agenzie di valutazione del rischio, non fossero sicure. La perdita per gli investitori è stata di oltre un miliardo di dollari.
Al centro dello scandalo vi sarebbe il titolo Abacus 2007-AC1, un complesso sistema, attraverso il quale la banca d'affari avrebbe di fatto truffato i propri clienti, tra i quali figurano anche grandi istituzioni finanziarie internazionali. L'apertura di questo procedimento giudiziario ha spinto al ribasso molti titoli bancari nelle borse europee e statunitensi. Il procedimento è stato formalizzato dalla SEC non con un voto unanime, come accaduto in passato per casi di tale portata, ma con un voto a maggioranza che ha visto i 3 membri della commissione di nomina democratica votare a favore, e i due membri di nomina repubblicana votare contro. Poiché ciò è avvenuto mentre al Senato era in discussione la riforma finanziaria delle banche di Wall Street, voluta dal presidente Barack Obama, è stato ipotizzato che questo caso fosse stato portato avanti per mettere in difficoltà quanti si opponessero a tale riforma. Un gruppo di membri del Congresso ha scritto alla presidente della SEC per protestare, mentre Obama ha negato alcun coinvolgimento politico nel caso.
Il 9 settembre 2010 la Financial Conduct Authority (FCA), commissione di vigilanza delle società e della borsa del Regno Unito, multa Goldman Sachs, per 31 milioni di dollari per avere frodato i propri risparmiatori londinesi, nel 2007.
Fabrice Tourré, 31 anni, trader di Abacus e direttore esecutivo di Goldman Sachs, è l'unico dirigente imputato. Agli altri manager sono stati dati bonus anche durante la fase più acuta della crisi.
Da queste vicende è conseguita una perdita di valore dei titoli Goldman Sachs sul mercato azionario.
Il 12 aprile 2012, la Securities and Exchange Commission (SEC), l'autorità di controllo dei mercati finanziari statunitensi, ha multato Goldman Sachs, perché dal 2006 al 2011, si svolgevano riunioni segrete tra trader e analisti commerciali della banca che raccomandavano strategie di acquisto, di vendita con la fissazione dei target o prezzi obiettivo, su titoli e asset per conto di un gruppo ben selezionato di clienti. La multa di 22 milioni di dollari, è suddivisa in 11 milioni di dollari alla SEC e 11 milioni di dollari alla Financial Industry Regulatory Authority.

Il 12 maggio 2015, la Financial Industry Regulatory Authority (FINRA), l'autorità di autoregolamentazione dei broker ha multato Goldman Sachs che pagherà alla National Australia Bank (NAB) 80 milioni di dollari più 60 milioni di interessi per la vendita di titoli garantiti da mutui, mascherando il conflitto di interessi con i propri clienti tramite omissioni materiali ed errori nelle documentazioni.

### Revolving doors

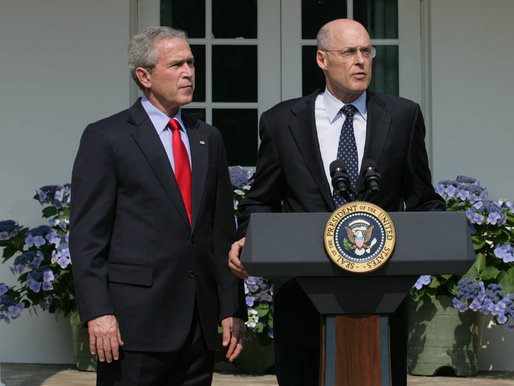
George W. Bush nomina alla carica di segretario del tesoro degli Stati Uniti l'amministratore delegato della Goldman Sachs Group, Henry Paulson, che succede a John William Snow (30 maggio 2006)

Diverse polemiche suscita, in generale e in particolare riguardo a Goldman Sachs, il fenomeno conosciuto come revolving doors (in inglese: "porte girevoli"), per cui determinate persone passano da responsabilità pubbliche a ruoli di vario genere all'interno della banca d'affari e viceversa, configurando un potenziale conflitto di interessi.
I casi più controversi riguardano il ruolo di diversi dirigenti nel contesto della grande recessione, come ad esempio Henry Paulson: segretario del tesoro degli Stati Uniti dalla metà del 2006 al gennaio 2009, ha lavorato in Goldman Sachs a partire dagli anni settanta fino a diventarne direttore operativo (1994-1999) e amministratore delegato (1999-2006). Il lobbista della Goldman Sachs Mark Patterson è stato poi posto alla testa dello staff del segretario del tesoro Timothy Geithner, nonostante il presidente Barack Obama, nella sua campagna presidenziale, avesse promesso che l'influenza dei lobbisti nella sua amministrazione sarebbe stata fortemente ridimensionata. Nel febbraio 2011, il Washington Examiner riporta che Goldman Sachs nel 2008 ha intensamente finanziato la campagna presidenziale di Obama del 2008 e che il suo chairman Lloyd Blankfein ha visitato la Casa Bianca almeno dieci volte.
Altri dirigenti di Goldman Sachs che hanno ricoperto ruoli pubblici negli USA:
- Robert Rubin, segretario al tesoro degli Stati Uniti d'America dal 1995 al 1999, socio dal 1966 al 1992 della banca e co-presidente della stessa dal 1990 al 1992[7]
- Robert Zoellick, rappresentante per il Commercio degli Stati Uniti d'America dal 2001 al 2005 e presidente della Banca Mondiale dal 2007, è stato managing director di Goldman Sachs dal 2006 al 2007[23]
- Joshua Bolten, capo di gabinetto della Casa Bianca di George W. Bush dal 2006 al 2009 è stato direttore esecutivo di Goldman Sachs International a Londra dal 1994 al 1999[24]

Il dibattito sulle "porte girevoli" di Goldman Sachs si è riaperto in Europa in occasione delle crisi di governo nazionali di fine 2011, in particolare in Grecia e Italia. Alcuni hanno accusato la società di esercitare influenze poco trasparenti su economia e politica. Altri hanno spiegato come sia comprensibile che persone che hanno ricoperto ruoli pubblici vengano assunte a diverso titolo da Goldman Sachs per la loro competenza o per il loro networking, non vedendo in questo nulla di strano (o al limite un fenomeno "non particolarmente commendevole"), e criticando come infondate le teorie tendenti al cospirazionismo.
Alcune persone notorie che hanno avuto rapporti a vario titolo con Goldman Sachs e che hanno assunto incarichi di rilievo in Europa sono:
- Mario Draghi, governatore della Banca d'Italia dal 2006 al 2011, della Banca centrale europea dal 2011 al 2019 (predecessore di Christine Lagarde) e presidente del Consiglio dei ministri della Repubblica Italiana (2021-2022), è stato vicepresidente di Goldman Sachs per l'Europa dal 2002 al 2005[30][31]
- Gianni Letta, sottosegretario di Stato alla Presidenza del Consiglio dei ministri nei governi guidati da Silvio Berlusconi[32]
- Mario Monti, commissario europeo dal 1994 al 2004 e presidente del Consiglio dei ministri della Repubblica Italiana dal 2011 al 2013, è stato consulente di Goldman Sachs[27][31]
- Lucas Papademos, primo ministro della Grecia dal 2011 al 2012[31]

Altre persone che nel corso della loro vita hanno avuto rapporti con Goldman Sachs e che hanno assunto rilevanti incarichi di governo:
- Mark Carney, governatore della Banca del Canada dal 2008 al 2013, quando è divenuto governatore della Bank of England, e presidente del Financial Stability Board dal 2001, ha lavorato per tredici anni alla Goldman Sachs[33]
- Romano Prodi, presidente dell'IRI dal 1982 al 1989 e dal 1993 al 1994, presidente del Consiglio dei ministri della Repubblica Italiana dal 1996 al 1998 e dal 2006 al 2008 e presidente della Commissione Europea dal 1999 al 2004, è stato consulente della banca d'affari dal 1990 al 1993 e dopo il 1997[30]
- Massimo Tononi, sottosegretario all'economia del secondo governo Prodi dal 2006 al 2008 e presidente di Borsa Italiana dal 2011, è stato partner e advisory director della banca d'affari[30][34]